# Yurtseven Kardeşler
Yurtseven Kardeşler ist eine aus Deutschland stammende türkische Band, die im Jahr 1985 gegründet wurde und sich an dem türkischen Pop und der türkischen Volksmusik orientiert. Sie setzt sich aus den Yurtseven-Geschwistern zusammen.

## Werdegang
Zwischen 1985 und 1990 veröffentlichte die Band erste Alben und setzte dies Mitte der 1990er Jahre fort. Im Jahr 1988 traten die Geschwister in der ZDF-Show Nachbarn in Europa auf und wurden dadurch einem größeren Publikum bekannt.
Der im Jahr 1998 veröffentlichte Song Halayımız Bitmesin gehört heute zu den bekanntesten Halay-Songs und fand im Film Recep İvedik 6 Verwendung.
Ab dem Jahr 2004 startete das jüngste Mitglied der Gruppe Ismail YK eine erfolgreiche Solo-Karriere in der Türkei, blieb aber weiterhin Teil der Yurtseven Kardeşler.
Der Vater der Geschwister, Ali Rıfat Yurtseven starb im Jahr 2017 im Alter von 86 Jahren. Das Totengebet wurde im Alevitischen Kulturverein in Hamm verrichtet.

## Diskografie

### Alben
- 1985: Dom Dom
- 1987: Son Yolcumsun
- 1990: Yurtseven Kardeşler Üçlüsü
- 1996: Bir Tek Sen (Barış Olsun)
- 1998: Toprak
- 2001: De Bana / Of Anam Of
- 2005: Şimdi Halay Zamanı
- 2007: Sen Hiç Aşık Oldun Mu ?

### Kompilationen
- 2004: Sadece Halay Ve Oyun Havaları

### Songs (Auswahl)
- 1996: Gitme Turnam Vuracaklar
- 1998: Halayımız Bitmesin
- 1998: Hüdayda
- 2001: Dostluk Halayı
- 2005: Makaram Sarı Balar Ve Cepki
- 2005: Zühtü
- 2007: Lokum Gibi
- 2007: Kanka
- 2007: Ölmek Vardır Dönmek Yoktur
- 2020: Sevmeseydin
- 2022: Haydi Halaya
- 2023: Bitmeyen Halay
- 2025: Daha Buralara Gelmem

Quelle: